# 덴진 지하가

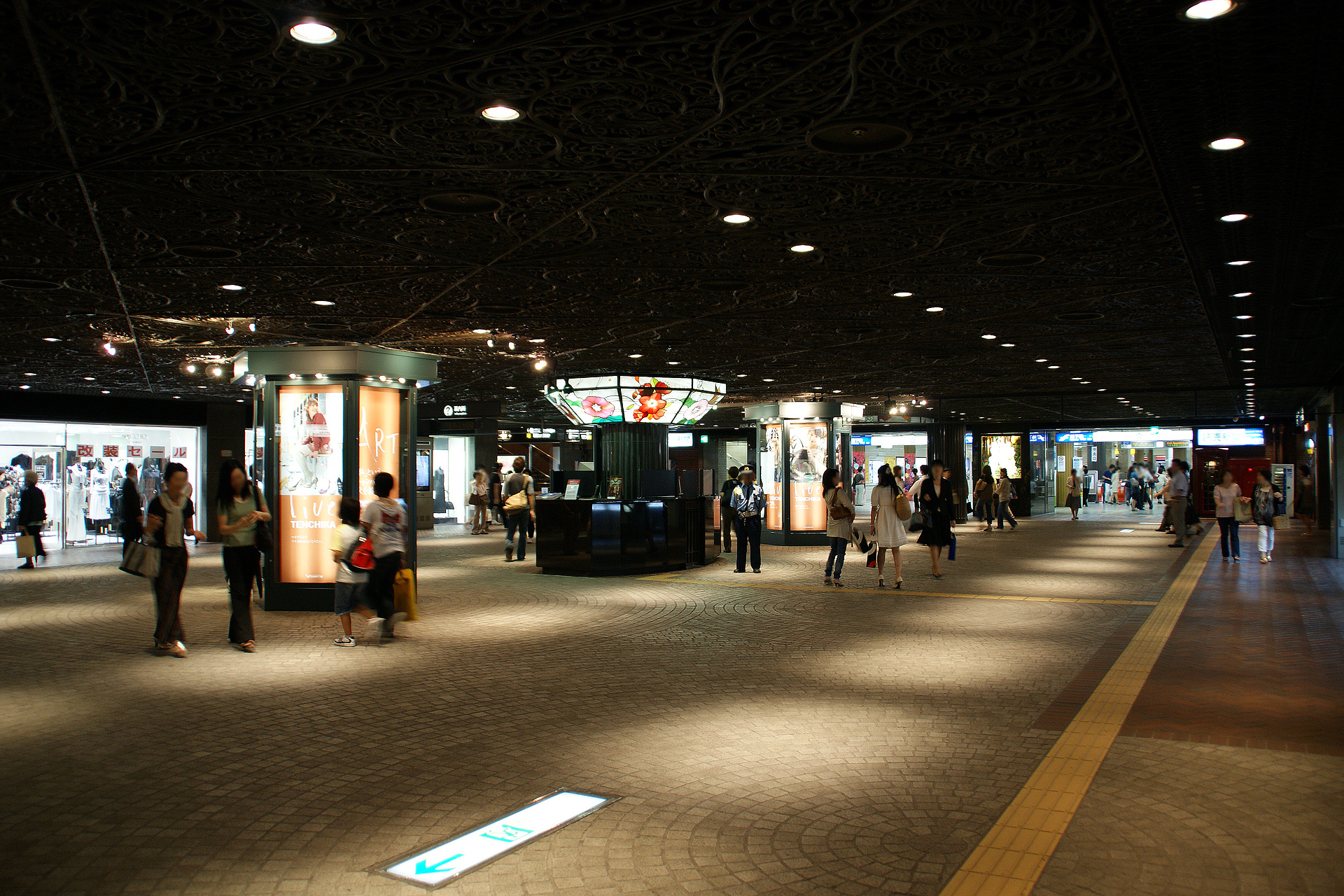
덴진 지하가

덴진 지하가(일본어: 天神地下街 덴진치카가이[*])는 일본 후쿠오카시 주오구 덴진에 있는 지하가이다. 후쿠오카 시내에 있는 2개의 지하가 중 하나이다.(나머지 하나는 하카타 역 지하가) 애칭은 덴치카(てんちか)이다.

## 개요
1976년 9월 10일 개관하였고, 2005년 나나쿠마 선의 개통에 따라 남쪽까지 연장되었다.